# Ракета на Луну
«Ракета на Луну» (англ. Missile to the Moon) — американский фантастический фильм 1958 года. Ремейк ленты 1953 года «Женщины-кошки с Луны». Последняя роль на широком экране Кэти Даунс.

## Сюжет
Двое сбежавших заключённых, Гэри и Лон, прячутся на борту космического корабля. Их там находит учёный Дирк Грин и заставляет лететь с ним на Луну. Также на корабле находится товарищ Дирка Стив Дейтон и его невеста Джун.
Вскоре Дирк погибает во время прохождения через метеорный рой, а корабль с остальным экипажем благополучно приземляется на Луну. Там земляне обнаруживают подземный город, населённый едва одетыми женщинами, а так же гигантскими пауками и прочими чудовищами.

## В ролях
- Ричард Трэвис — Стив Дэйтон
- Кэти Даунс — Джун Сэкстон
- К. Т. Стивенс — Лидо
- Лори Митчелл — Лямбда
- Гэри Кларк[англ.] — Лон
- Лесли Пэрриш — Зема
- Ли Робертс[англ.] — шериф Крамер

## Факты
- Лунные пейзажи очень напоминают Скалы Васкес[англ.] неподалёку от Лос-Анджелеса[2].
- В фильме снялась Мисс Германия 1952 года Рената Хой. Также в титрах была пометка «Мисс Миннесота» напротив имени Мэри Форд, но её перепутали с её тёзкой и однофамилицей.
- Фильм насыщен ляпами: видны верёвки, которыми управляются гигантские пауки[3], чётко видна плохая монтажная склейка комбинированных кадров, шлемы астронавтов оставляют незащищённой шею, на Луне обнаруживаются факелы, там распространяются звуковые волны, по небу плывут облака и др.[4] Впрочем, первые изображения с поверхности Луны были переданы на Землю только через 8 лет после премьеры фильма, хотя об отсутствии на Луне атмосферы и облаков было известно задолго до того.